# Madagaszkár az 1972. évi nyári olimpiai játékokon
Madagaszkár az NSZK-beli Münchenben megrendezett 1972. évi nyári olimpiai játékok egyik részt vevő nemzete volt. Az országot az olimpián 2 sportágban 11 sportoló képviselte, akik érmet nem szereztek.

## Atlétika
Férfi
| Versenyző                                                                    | Versenyszám     | Előfutam | Előfutam | Előfutam | Negyeddöntő | Negyeddöntő | Negyeddöntő | Elődöntő | Elődöntő | Elődöntő | Döntő   | Döntő    |
| Versenyző                                                                    | Versenyszám     | Idő      | Hely.    | Össz.    | Idő         | Hely.       | Össz.       | Idő      | Hely.    | Össz.    | Idő     | Helyezés |
| ---------------------------------------------------------------------------- | --------------- | -------- | -------- | -------- | ----------- | ----------- | ----------- | -------- | -------- | -------- | ------- | -------- |
| Jean-Louis Ravelomanantsoa                                                   | 100 m           | 10,29    | 2.       | 2.       | 10,47       | 1.          | 19.*        | 10,46    | 6.       | 9.       | kiesett | kiesett  |
| Frédérique Andrianaivo                                                       | 400 m           | 48,72    | 6.       | 53.      | kiesett     | kiesett     | kiesett     | kiesett  | kiesett  | kiesett  | kiesett | kiesett  |
| Édouard Rasoanaivo                                                           | 800 m           | 1:50,8   | 6.       | 37.**    |             |             |             | kiesett  | kiesett  | kiesett  | kiesett | kiesett  |
| Édouard Rasoanaivo                                                           | 1500 m          | 3:48,5   | 8.       | 52.      |             |             |             | kiesett  | kiesett  | kiesett  | kiesett | kiesett  |
| Jean-Aimé Randrianalijaona                                                   | 400 m gát       | 52,75    | 8.       | 30.      |             |             |             | kiesett  | kiesett  | kiesett  | kiesett | kiesett  |
| Jean-Louis Ravelomanantsoa Alfred Rabenja André Ralainasolo Henri Rafaralahy | 4 × 100 m váltó | 40,58    | 6.       | 19.      |             |             |             | kiesett  | kiesett  | kiesett  | kiesett | kiesett  |

* - egy másik versenyzővel azonos időt ért el

** - két másik versenyzővel azonos időt ért el

## Cselgáncs
| Versenyző                     | Versenyszám | Csoport | Selejtező         | 1. forduló                       | 2. forduló               | 3. forduló        | 4. forduló        | Vigaszág 1. forduló   | Vigaszág 2. forduló | Vigaszág 3. forduló | Elődöntő          | Döntő             | Helyezés |
| Versenyző                     | Versenyszám | Csoport | Ellenfél Eredmény | Ellenfél Eredmény                | Ellenfél Eredmény        | Ellenfél Eredmény | Ellenfél Eredmény | Ellenfél Eredmény     | Ellenfél Eredmény   | Ellenfél Eredmény   | Ellenfél Eredmény | Ellenfél Eredmény | Helyezés |
| ----------------------------- | ----------- | ------- | ----------------- | -------------------------------- | ------------------------ | ----------------- | ----------------- | --------------------- | ------------------- | ------------------- | ----------------- | ----------------- | -------- |
| Louis Rabetrano               | Könnyűsúly  | B       |                   | Renato Repuyan (PHI) · V         | kiesett                  | kiesett           | kiesett           |                       |                     |                     |                   |                   | 19.      |
| Justin Andriamanantena        | Váltósúly   | A       |                   | Joze Skraba (YUG) · visszalépett | Dietmar Hötger (GDR) · V |                   |                   | Reto Zinsli (SUI) · V | kiesett             | kiesett             | kiesett           | kiesett           | 9.       |
| Jean de Dieu Razafimahatratra | Középsúly   | A       | erőnyerő          | Martin Poglajen (NED) · V        | kiesett                  | kiesett           | kiesett           |                       |                     |                     |                   |                   | 19.      |
| Tommy Andrianatvoo            | Nehézsúly   | B       |                   | Klaus Glahn (FRG) · V            | kiesett                  | kiesett           | kiesett           |                       |                     |                     |                   |                   | 16.      |